# Diospyros tuberculata
Diospyros tuberculata är en tvåhjärtbladig växtart som beskrevs av Bakh. Diospyros tuberculata ingår i släktet Diospyros och familjen Ebenaceae. Inga underarter finns listade i Catalogue of Life.